# Serguéi Panov
Sergei Panov (en ruso: Сергей Панов; nació el 30 de junio de 1970 en Ryazan, República Socialista Federativa Soviética de Rusia, Unión Soviética) fue un jugador de baloncesto ruso.

## Biografía
Panov ganó a lo largo de su carrera la Euroliga en 2005/06 con el CSKA de Moscú, la liga rusa en los años 1994/95, 1995/96, 1996/97, 1997/98, 1998/99, 1999/00, 2002/03, 2003/04, 2004/05 con el mismo equipo y en 2000/01 y 2001/02 con el Ural Great Perm. Además ganó la copa de Rusia en 2005 y 2006 con el CSKA Moscú y también el NEBL Championship en 1999/00. Ese mismo título lo ganó con el Ural Great Perm en la temporada 2000/01.
Con la selección ganó la medalla de plata en dos ocasiones del Campeonato del mundo de la FIBA en 1994 y 1998 y una plata y un bronce en el Eurobasket en 1993 y 1997.

## Clubes
- 1991-93 - Spartak San Petersburgo
- 1993-94 - Yıldırımspor (Turquía)
- 1994-00 - CSKA Moscú
- 2000-2002 - Ural Great Perm
- 2002-2006 - CSKA Moscú